# Fantomerna
Fantomerna är en roman av Klas Östergren från 1978. Det var hans tredje roman och handlar om hur huvudpersonen försöker få perspektiv på sina minnen av två människor som satt djupa spår under hans uppväxt i 1960-talets Stockholm, den i hans ögon perfekta överklasstjejen Sandi och den tidigt bortgångne fadern. Med tidsmarkörer som rockmusik och serietidningar och en blandning av livsglädje och ångest jämfördes romanen ibland med Ulf Lundells något tidigare utkomna Jack.
Romanen är en av titlarna i boken Tusen svenska klassiker (2009).

### Fotnoter
1. ↑  Stephen Farran-Lee, Östergren om Östergren, Bonniers 2007.
2. ↑  Gradvall et al 2009, nr. 505